# Gianni Puccini
Pour les articles homonymes, voir Puccini (homonymie).
Gianni Puccini est un réalisateur et scénariste italien, né le 9 novembre 1914 à Milan, et mort le 3 décembre 1968 à Rome (Italie).

## Biographie
Gianni Puccini est le frère du réalisateur et scénariste Massimo Mida.

## Filmographie

### Réalisateur
- 1951 : Il capitano di Venezia
- 1957 : Parola di ladro
- 1958 : Il marito
- 1958 : Carmela è una bambola (it)
- 1959 : L'Ennemi de ma femme (Il nemico di mia moglie)
- 1960 : Le Tank du huit septembre (Il carro armato dell'8 settembre)
- 1960 : L'impiegato
- 1962 : L'Appartement du dernier étage (L'attico)
- 1963 : I cuori infranti (it)
- 1964 : L'Amour en quatre dimensions (Amore in 4 dimensioni)
- 1964 : L'Amour facile (Amore facile)
- 1964 : L'idea fissa
- 1965 : I soldi
- 1965 : Meurtre à l'italienne (Io uccido, tu uccidi)
- 1965 : Le Lit à deux places
- 1967 : I sette fratelli Cervi
- 1967 : Un doigt sur la gâchette (Dove si spara di più)
- 1967 : Dernier Sursaut pour cinq indésirables (Ballata da un miliardo)

### Scénariste
- 1940 : Don Pasquale
- 1942 : Soltanto un bacio
- 1942 : Quarta pagina de Nicola Manzari
- 1943 : Les Amants diaboliques (Ossessione) de Luchino Visconti
- 1947 : Chasse tragique (Caccia tragica)
- 1949 : Riz amer (Riso amaro) de Giuseppe De Santis
- 1950 : Non c'è pace tra gli ulivi
- 1951 : Les Volets clos (Persiane chiuse)
- 1952 : Onze heures sonnaient (Roma ore 11)
- 1953 : La Fille sans homme (Un marito per Anna Zaccheo) de Giuseppe De Santis
- 1954 : La Caravane de chansons (Carovana di canzoni) de Sergio Corbucci
- 1954 : Donne proibite (en)
- 1954 : Jours d'amour (Giorni d'amore)
- 1955 : Quando tramonta il sole
- 1955 : La Bague fatale (Lacrime di sposa) de Sante Chimirri
- 1956 : Hommes et Loups (Uomini e lupi)
- 1956 : Suprême Confession (Suprema confessione) de Sergio Corbucci
- 1957 : Parola di ladro
- 1958 : Carmela è una bambola
- 1958 : Il marito
- 1958 : La Route d'une année (La Strada lunga un anno) de Giuseppe De Santis
- 1959 : L'Ennemi de ma femme (Il nemico di mia moglie)
- 1960 : L'impiegato
- 1961 : Lui, lei e il nonno
- 1962 : The Penthouse (L'Attico)
- 1963 : I Cuori infranti
- 1964 : L'Amour en quatre dimensions (Amore in quattro dimensioni)
- 1964 : L'Amour facile (Amore facile)
- 1964 : L'idea fissa
- 1967 : Dernier Sursaut pour cinq indésirables (Ballata da un miliardo)